# HD 44219
| 太陽 | HD 44219  |
| ---- | --------- |
| 太陽 | Exoplanet |

HD 44219は、いっかくじゅう座の方角に約172光年の距離にある8等級のG型主系列星である。この恒星は太陽と比べて大きく、明るく、質量や表面温度はほぼ同じである。また、金属量は太陽より若干多い。また、スペクトル型は太陽のG2Vと一致している。

## 惑星系
2009年、ラ・シヤ天文台の高精度視線速度系外惑星探査装置（HARPS）を用いた視線速度法の観測により、木星型惑星が周囲を公転しているのが発見された。
| 名称 （恒星に近い順） | 質量      | 軌道長半径 （天文単位） | 公転周期 (日) | 軌道離心率 | 軌道傾斜角 | 半径 |
| --------------------- | --------- | ----------------------- | ------------- | ---------- | ---------- | ---- |
| b                     | ≥ 0.58 MJ | 1.19                    | 472.3         | 0.61       | —          | —    |